# Attu
Attu (en aleutià: Atan,) és una illa de les Aleutianes, a Alaska, Estats Units. L'illa forma part del grup de les Near Islands, de les quals és la més occidental. Actualment està deshabitada.
Ocupa una superfície de 893 km². La vegetació és del tipus tundra corresponent al clima propi de les Illes Aleutianes, fresc, cobert de núvols, plujós (pluviometria anual de més de 1.000 litres) i boirós.
Durant la Segona Guerra Mundial va ser l'escenari de la batalla d'Attu. Aquesta illa i la de Kiska van ser els únics territoris conquerits pels japonesos als Estats Units.
L'Estació Attu, anteriorment una estació LORAN del US Coast Guard, es troba a 52° 51′ Nord de latitud i a 173° 11′ Est de longitud.

## Història
El nom d'Attu és una transliteració del nom aleutià de l'illa. L'explorador rus Aleksei Txírikov li va donar el nom de Sant Teodor el 1742. En ser la més propera a Kamtxatka, va ser la primera de les illes Aleutianes en ser explotades pels comerciants russos. S'estima que abans del contacte amb els europeus hi vivien entre 2.000 i 5.000 habitants.
Els japonesos envairen aquesta illa l'any 1942, prèviament els nord-americans evacuaren els seus habitants cap al sud d'Alaka. Els 42 habitants que encara romanien en el moment de la invasió van ser portats a un camp de concentració de Hokkaido. La invasió japonesa tenia un objectiu estratègic

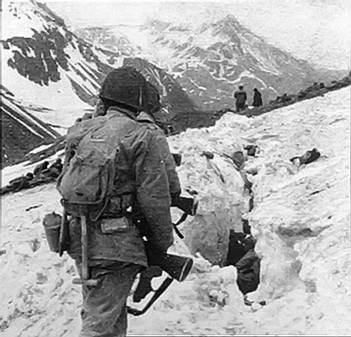
Neteja de neu a la batalla d'Attu, maig de 1943.

L'11 de maig de 1943 els nord-americans iniciaren l'operació per recuperar l'illa amb grans dificultats logístiques pel fred i la llunyania de l'illa. La defensa japonesa va estar a càrrec del coronel Yasuyo Yamasaki. Els Estats Units van tenir 580 morts i 1.148 ferits, mentre els japonesos van tenir 2.035 morts.
El 29 de maig de 1943 les forces japoneses que restaven van atacar Massacre Bay en una gran càrrega banzai dirigida pel coronel Yamasaki, després d'aquesta càrrega gairebé tots els atacants japonesos van morir.
Com a resultat també l'illa Kiska, considerada ara vulnerable, va ser evacuada per part dels japonesos tres mesos més tard.
Aquest camp de batalla va ser declarat pels Estats Units com un National Historic Landmark el 1985.